# Мозговой, Александр Иванович (футболист)
Алекса́ндр Ива́нович Мозгово́й (бел. Аляксандр Іванавіч Мазгавой; 20 октября 1966, Минск, Белорусская ССР, СССР) — советский и белорусский футболист, выступавший на позиции защитника. Ныне — тренер детской команды в академии льежского «Стандарда».

## Биография

### Карьера игрока
Будучи уроженцем Минска, Мозговой воспитывался в местной СДЮШОР-5. Начинал карьеру в клубе «Атоммаш» Волгодонск. За свою карьеру сменил ряд белорусских команд: «Обувщик» Лида, «Торпедо» Минск, «Днепр» Могилёв, КИМ Витебск, «Локомотив» Витебск, «Строитель» Витебск. В сезоне 1993 года отыграл 4 матча в Высшей лиге России за владикавказский «Спартак». В 1994-1997 годах играл за польскую «Завишу».
В 1998 отыграл 6 матчей за клуб из Бельгии «Вервьетуа» третьего дивизиона, после чего выступал в клубах уровнем ниже. Также играл в мини-футбол во втором дивизионе.

### Карьера тренера
После завершения игровой карьеры остался с семьёй в Бельгии, окончил курсы футбольных тренеров и один сезон проработал в клубе «Эйпен». С 2007 года работает тренером детской команды в академии льежского «Стандарда».